# Kulturnatten Uppsala
Kulturnatten Uppsala är ett årligt återkommande kulturevenemang i Uppsala. Evenemanget arrangeras den andra lördagen i september varje år.
Den första kulturnatten i Uppsala ägde rum år 1989. Initiativet togs av representanter för Uppsala stadsteater, Upsala Nya Tidning, Radio Uppland samt kulturlivet i Uppsala, och innehöll ett politiskt budskap till Uppsala kommuns lokalpolitiker att staden behövde fler kulturlokaler. Sammanlagt höll 37 olika arrangörer 96 program på olika håll i Uppsala.
År 2011 medverkade 233 arrangörer till 650 olika program på 178 olika platser i Uppsala. Publiken uppskattades till 100 000 personer.